# Bohemian Rhapsody (film)
Bohemian Rhapsody – amerykańsko-brytyjski film biograficzny z 2018 roku w reżyserii Bryana Singera opowiadający historię brytyjskiego zespołu rockowego Queen, skupiający się głównie na frontmanie i wokaliście grupy – Freddiem Mercurym. W rolach członków zespołu wystąpili: Rami Malek, Gwilym Lee, Ben Hardy oraz Joseph Mazzello.
Światowa premiera filmu odbyła się 24 października 2018 w Wielkiej Brytanii; w Stanach Zjednoczonych oraz m.in. w Polsce i Kanadzie obraz zadebiutował 2 listopada.

## Obsada
- Rami Malek jako Freddie Mercury
- Gwilym Lee jako Brian May
- Ben Hardy jako Roger Taylor
- Joseph Mazzello jako John Deacon
- Lucy Boynton jako Mary Austin
- Mike Myers jako Ray Foster
- Aidan Gillen jako John Reid
- Tom Hollander jako Jim Beach
- Allen Leech jako Paul Prenter
- Aaron McCusker jako Jim Hutton
- Dickie Beau jako Kenny Everett
- Michelle Duncan jako Shelley Stern
- Dermot Murphy jako Bob Geldof
- Max Bennett jako David

## Produkcja
W 2010 zapowiedziano, że powstanie film fabularny opowiadający historię zespołu Queen. Brian May (gitarzysta zespołu) w wywiadzie zdradził, że rolę wokalisty i frontmana grupy Freddiego Mercury’ego ma zagrać Sacha Baron Cohen, a producentem filmu zostanie Graham King. W lipcu 2013 Cohen zrezygnował ze swojej roli z powodu różnic koncepcji twórczych z członkami Queen. Jeszcze w tym samym roku do roli Mercury’ego brany był pod uwagę Ben Whishaw, jednak opuścił on projekt po pewnym czasie z powodu problemów związanych z rozwojem prac nad filmem. W listopadzie 2015 Anthony McCarten dołączył do projektu jako scenarzysta.
4 listopada 2016 doniesiono, że ostatecznie w roli Freddiego Mercury’ego został obsadzony Rami Malek. 21 sierpnia 2017 z kolei ogłoszono, że w rolach pozostałych członków zespołu wystąpią: Gwilym Lee, Ben Hardy oraz Joseph Mazzello, a także Allen Leech w roli osobistego menedżera Mercury’ego.

Kręcenie zdjęć głównych rozpoczęło się w Londynie 8 września 2017. 4 grudnia, na dwa tygodnie przed zakończeniem okresu zdjęć głównych, reżyser filmu Bryan Singer został zwolniony ze swojego stanowiska z powodu czasowej niedostępności. Dwa dni później ogłoszono, że zastąpi go Dexter Fletcher. Producent Graham King oznajmił, że mimo wszystko reżyseria filmu zostanie przypisana Singerowi, ponieważ to on wyreżyserował jego większą część.
By poruszać się jak Freddie Mercury, Rami Malek studiował sceniczny sposób poruszania się Lizy Minnelli w filmie Kabaret oraz występy Jimiego Hendrixa, Davida Bowiego i Arethy Franklin. Podobno były to również inspiracje dla stylu poruszania się Mercury’ego.
Premierę filmu początkowo planowano na 25 grudnia 2018, lecz przesunięto ją o dwa miesiące wcześniej, na 24 października.

## Odbiór

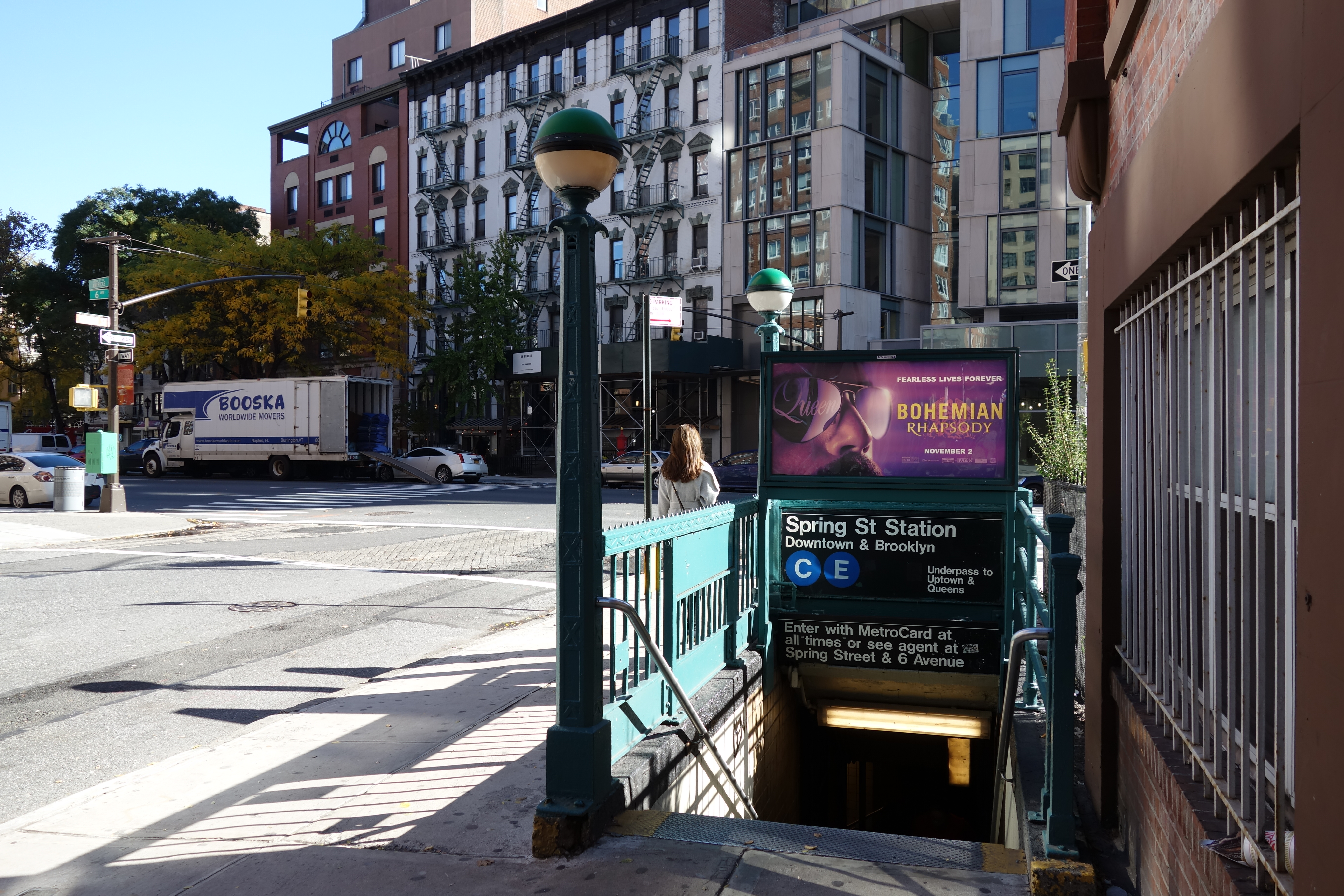
Wejście do jednej ze stacji nowojorskiego metra z widocznym plakatem filmu (2018)

### Box office
Film zarobił ponad 216 milionów dolarów w Stanach Zjednoczonych i Kanadzie, oraz ponad 687 milionów w innych krajach świata. Łączny przychód ze sprzedaży biletów wyniósł blisko 904 miliony dolarów (przy budżecie wynoszącym około 52 mln), czyniąc Bohemian Rhapsody najbardziej dochodowym filmem biograficznym w historii kinematografii.

### Krytyka w mediach
W serwisie Rotten Tomatoes 61% z 386 recenzji filmu jest pozytywne (średnia ocen wyniosła 6,1 na 10). Na portalu Metacritic średnia ocen z 50 recenzji wyniosła 49 punktów na 100.

### Nagrody i nominacje
| Nagroda                               | Kategoria | Wynik     |
| ------------------------------------- | --- | --------- |
| Nagroda Akademii Filmowej (Oscar)     | Najlepszy film (Graham King) | Nominacja |
| Nagroda Akademii Filmowej (Oscar)     | Najlepszy aktor pierwszoplanowy (Rami Malek) | Wygrana   |
| Nagroda Akademii Filmowej (Oscar)     | Najlepszy montaż (John Ottman) | Wygrana   |
| Nagroda Akademii Filmowej (Oscar)     | Najlepszy dźwięk (Paul Massey, Tim Cavagin i John Casali) | Wygrana   |
| Nagroda Akademii Filmowej (Oscar)     | Najlepszy montaż dźwięku (John Warhurst i Nina Hartstone) | Wygrana   |
| Złoty Glob                            | Najlepszy film dramatyczny | Wygrana   |
| Złoty Glob                            | Najlepszy aktor w filmie dramatycznym (Rami Malek) | Wygrana   |
| Nagroda Brytyjskiej Akademii Filmowej | Najlepszy brytyjski film | Nominacja |
| Nagroda Brytyjskiej Akademii Filmowej | Najlepszy aktor pierwszoplanowy (Rami Malek) | Wygrana   |
| Nagroda Brytyjskiej Akademii Filmowej | Najlepsze zdjęcia (Newton Thomas Sigel) | Nominacja |
| Nagroda Brytyjskiej Akademii Filmowej | Najlepszy dźwięk (John Casali, Tim Cavagin, Nina Hartstone, Paul Massey i John Warhurst)                                                                                  | Wygrana   |
| Nagroda Brytyjskiej Akademii Filmowej | Najlepsze kostiumy (Julian Day) | Nominacja |
| Nagroda Brytyjskiej Akademii Filmowej | Najlepsza charakteryzacja (Mark Coulieri Jan Sewell) | Nominacja |
| Nagroda Brytyjskiej Akademii Filmowej | Najlepszy montaż (John Ottman) | Nominacja |
| Nagroda Gildii Aktorów Ekranowych     | Wybitny występ aktora w roli pierwszoplanowej (Rami Malek) | Wygrana   |
| Nagroda Gildii Aktorów Ekranowych     | Wybitny występ zespołu aktorskiego w filmie kinowym (Lucy Boynton, Aidan Gillen, Ben Hardy, Tom Hollander, Gwilym Lee, Allen Leech, Rami Malek, Joe Mazzello, Mike Myers) | Nominacja |
| Nagroda Filmowych Montażystów Dźwięku | Najlepsze dialogi i postsynchronizacja w filmie fabularnym | Wygrana   |
| Nagroda Filmowych Montażystów Dźwięku | Najlepszy film fabularny - Musical | Wygrana   |